# Prosta Dziura
Prosta Dziura – jaskinia w polskich Pieninach. Wejście do niej znajduje się w Pieninach Spiskich, w południowym zboczu Żaru, w pobliżu jaskini Krzywa Dziura, na wysokości 830 m n.p.m.n. Długość jaskini wynosi 7 metrów, a jej deniwelacja 6 metrów.

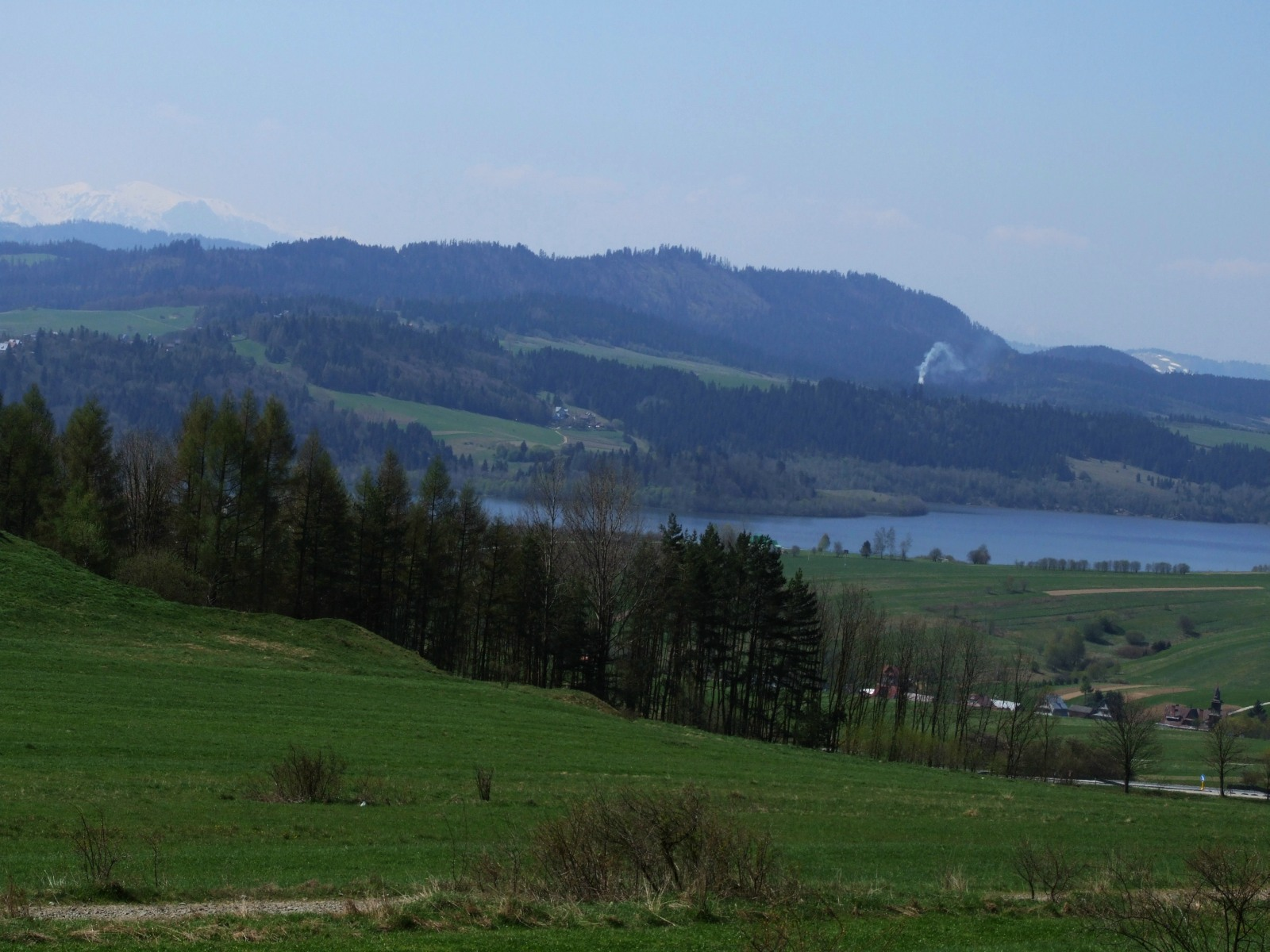
Pasmo Żaru

## Opis jaskini
Jaskinię stanowi prawie pionowa studnia zaczynająca się w obszernym otworze wejściowym, zwężająca się ku dołowi i kończąca zawaliskiem.

## Przyroda
W jaskini brak jest nacieków. Na ścianach rosną wątrobowce, porosty, glony i mchy.

## Historia odkryć
Jaskinia znana była od dawna. Jej plan i opis sporządził J. Baryła w 1996 roku.